# Aria, cadenza e finale
Aria, cadenza e finale is een compositie van Johan Kvandal. Hij schreef het op verzoek van de violist Trond Øyen, die toen net was overgestapt van het Bergen filharmoniske orkester naar het Oslo Filharmoniske Orkester. Zoals de titel al aangeeft begint het werk zangerig (aria), volgt een cadens en finale. Alles wordt achter elkaar doorgespeeld.
Øyen gaf de première samen met de pianist Robert Levin op 4 november 1964 in de concertzaal van de Universiteit van Oslo.  